# Deruta
Deruta és un comune (municipi) de la província de Perusa, a la regió italiana d'Úmbria. L'1 de gener de 2018 tenia 9.713 habitants.
Deruta és coneguda com un centre de fabricació de majòlica, i continua sent coneguda per la seva ceràmica, que s'exporta a tot el món.

## Història
Probablement construïda sobre restes romanes, el nom de Deruta en les seves primeres variants (Ruto, Ruta, Rupta, Direpta i Diruta) significa la "ruïna" d'aquest lloc estratègic causat per la guerra gòtica i la invasió llombarda. La comuna medieval que sorgí d'aquestes ruïnes va tenir la seva pròpia carta al segle xiii i va ser governada pel seu propi Palazzo dels cònsols, però de fet Deruta va estar sota el domini de la veïna Perusa des del segle xi, i va participar en gran manera en les vicissituds de Perusa. Les fortificacions de la ciutat daten del segle xii, quan es tractava d'un lloc avançat de la marca de Perusa, enfront de la localitat rival de Todi.
Assetjada el 1408 durant el Cisme d'Occident pel condottiero Braccio da Montone, i més tard fortament malmesa per Cèsar Borgia, Deruta va ser saquejada per Braccio Baglioni, el mestre de Perusa. El 1465, sota un nou acord amb Perusa, el magistrat de Perusa governaria amb el consentiment de quatre homes locals de bon caràcter (quattro boni omini). Els estralls de la pesta negra van ser tan ferotges a Deruta que la remodelació en el segle xv va suposar una reducció del perímetre de la població per donar cabuda a la població reduïda. Així, el 1540, quan les forces papals del Papa Pau III van expulsar a la família Baglioni de Perusa, en la breu guerra sobre els impostos sobre la sal localment anomenada Guerra del Sale, Deruta es va aliar amb el papat contra Perusa, una aliança que va obtenir una reducció d'impostos. Amb la reducció papal de Perusa, la regió va passar a formar part dels Estats pontificis.

## Llocs d'interès
- Església de San Francesco: d'estil gòtic, construïda el 1388 i situada al centre de la ciutat.
- Palazzetto Municipale, també anomenat Palazzo dei Consoli: l'edifici data del 1300, situat a la Piazza dei Consoli (plaça dels cònsols). A més de les oficines municipals, l'edifici acull un "Museu de la Ceràmica", una galeria d'art (Pinacoteca) i un atri on es pot veure una varietat de troballes arqueològiques, algunes datades en èpoques neolítiques. A la pinacoteca hi ha un fresc de Perugino, que representa San Romano i San Rocco (1476) i la col·lecció donada per Lione Pascoli, un patró local, que inclou obres de Niccolò di Liberatore, anomenat Alunno, Giovan Battista Gaulli, Sebastiano Conca, Francesco Trevisani, Antonio Amorosi, Francesco Graziani i Pieter Van Bloemen. La galeria també conté obres rebudes de diverses esglésies de Deruta com les de San Francesco, Sant' Antonio, els Defunti di Ripabianca i l'Ospedale San Giacomo.
- Sant'Antonio: església amb frescos de Bartolomeo Caporali i Giovanni Battista Caporali, al final d'un carrer estret, la via Mastro Giorgio.
- Madonna del Divino Amore a la Piazza Cavour.
- Església 'Madonna delle Piagge' a la carretera de Tiberina, als peus del nucli antic, decorada amb un colorit conjunt de rajoles de ceràmica.

## Persones Il·lustres
- Girolamo Diruta, organista, teòric de la música i compositor, va néixer a la població.